# يوديد الليثيوم
 يوديد الليثيوم  مركب كيميائي له الصيغة LiI، ويكون على شكل بلورات بيضاء. ولكن مع طول التعرض للهواء فإن اللون يتحول إلى اللون الأصفر وذلك بسبب أكسدة اليوديد إلى اليود.

## التحضير
يحضر يوديد الليثيوم من تفاعل هيدروكسيد الليثيوم أو محلول من كربونات الليثيوم مع يوديد الهيدروجين، يلي ذلك عملية رفع للتركيز بالتسخين ثم بإجراء عملية تجفيف.
{\displaystyle \mathrm {LiOH\ +\ HI\ \longrightarrow \ LiI\ +\ H_{2}O} }
{\displaystyle \mathrm {Li_{2}CO_{3}\ +\ 2\ HI\ \longrightarrow \ 2\ LiI\ +\ H_{2}O\ +\ CO_{2}} }
يمكن الحصول على الشكل الخالي من الماء من يوديد الليثيوم بتفاعل هيدريد الليثيوم مع اليود في وسط من ثنائي إيثيل الإيثر الخالي من الماء.
{\displaystyle \mathrm {LiH\ +\ I_{2}\ \longrightarrow \ LiI\ +\ HI} }

## الخواص
- لمركب يوديد الليثيوم انحلالية جيدة في الماء، حيث ينحل منه 151 غ لكل 100 مل ماء عند 25°س، في حين أنه عند 100°س ينحل منه 433 غ لكل 100 مل ماء.[6] إن مركب يوديد الليثيوم قابل للانحلال في الإيثانول.[7]
- تمتاز بلورات يوديد الليثيوم بالشغف للرطوبة حيث يوجد منه هيدرات مختلفة لها الصيغة العامة: LiI·nH2O حيث n تعادل 0,5 أو 1 أو 2 أو 3.[4] كما يوجد من يوديد الليثيوم شكل خالي من الماء، ويحصل عليه بتسخين الهيدرات. فعلى سبيل المثال يفقد ثلاثي الهيدرات بالتسخين إلى 80°س جزيئتين من جزيئات ماء التبلور، ويفقد الجزيئة الأخيرة بالوصول إلى 300°س.[8]

## الاستخدامات
- يستخدم يوديد الليثيوم ككهرل [9]  وذلك في البطاريات التي تعمل عند درجات حرارة مرتفعة. كما يستخدم في البطاريات ذات العمر الطويل، مثل بطاريات القلب.
- يستخدم الشكل الصلب منه كمفسفر للكشف عن النيوترونات.[10]
- يستعمل يوديد الليثيوم في المختبرات الكيميائية في الاصطناع العضوي.[4]